# Еуроунијати
Еуроунијати јесте погрдни назив за чланове, присталице и симпатизере политичких странака и покрета које се налазе на левој страни политичког спектара Србије, као и присталице уласка Србије у ЕУ.
Овај погрдни назив јесте синоним за издајника. У јавном говору га најчешће користе присталице крајње деснице.

## Настанак кованице
Ова кованица настала је од речи еуро и речи унијати којом се означавају отпандици од православне вере, односно они који су издали своју веру.